# Раупова, Зульфия Ильнуровна
Раупова Зульфия Ильнуровна — российский композитор.
Родилась в 1976 году в Йошкар-Оле.
Окончила Альметьевское музыкальное училище (отделение теории музыки) и Казанскую государственную консерваторию им. Н. Жиганова, параллельно принимая участие в мастер-классах Родиона Щедрина (Москва), Альберта Лемана (Москва), Тео Лувенди (Нидерланды).
Является дипломантом Всероссийского конкурса молодых композиторов «Опус первый» (Москва, 2003) и Всероссийского фестиваля «Молодёжные Академии России», проводимого под патронажем Президента РФ (2004). Участница международного фестиваля современной музыки «Европа-Азия» (2002, 2004, 2005, 2009), международного фестиваля «Вселенная звука» (2010).
Среди оркестров, исполнявших музыку композитора, — Симфонический оркестр Московской государственной академической филармонии (дирижёр Александр Сладковский), Симфонический оркестр ГМПИ им. Ипполитова-Иванова (дирижёр Вячеслав Валеев), Государственный симфонический оркестр Республики Татарстан (дирижёры — Фуат Мансуров, Александр Сладковский) и др. Произведения Зульфии Рауповой исполнялись во многих городах России, в Великобритании, Дании, Израиле и Хорватии.
Симфоническая картина «Золотой Храм» вошла в «Антологию музыки композиторов Татарстана» и была записана в 2012 году на Sony Music и RCA Red Seal (исполнители: Государственный симфонический оркестр РТ, художественный руководитель и главный дирижёр Александр Сладковский). По заказу художественного руководителя и главного дирижёра ГСО РТ А. Сладковского написала татарскую оперу-сказку «Ак Буре» («Белый Волк»), автор либретто Рузаль Мухаметшин. Премьера оперы состоялась 15 июля 2013 года в рамках Культурной Универсиады. На премьере присутствовали 24 тысячи зрителей.
Один из последних проектов — Pentatango — сочинение для двух солистов и камерного оркестра. Написано специально для известного баяниста Айдара Гайнуллина. Премьера Pentatango состоялась в рамках фестиваля Борислава Струлёва в Белгороде, фестиваля Дениса Мацуева в Челябинске, а также на сцене ММДМ при участии Айдара Гайнуллина, Борислава Струлёва, Владислава Лаврика, камерного оркестра «Классика» (под управлением Адика Абдурахманова), камерного оркестра Mezzo music под управлением Натальи Боровик и ансамбля «Эйфория».
За большой вклад в сохранение самобытности и единства народов Российской Федерации композитор награждена медалью «Ассамблея народов России». Отмечена Благодарностью Президента РТ (2014). Член Союза композиторов России и Татарстана с 2004 года.
Заслуженный деятель искусств Республики Татарстан (2016).

## Произведения
Симфонические:
Симфоническая поэма «Явление Сююмбике» (2004),
Симфоническая поэма «Золотой Храм» (по роману Юкио Мисимы, 2008).
Вокально-симфонические:
«Искусство войны» для баса и симфонического оркестра (по древне-китайскому трактату Сунь Цзы, 2005),
Опера «Ак Буре» («Белый Волк», либретто Рузаля Мухаметшина, 2013).
Камерно-инструментальные:
Камерная симфония (2004),
Музыка для двух валторн, ударных и фортепиано (2002),
«Поклонение идолу» для ударных (2003),
«Сфинкс» для ансамбля солистов (2005),
«Incognito» для виолончели и фортепиано (2008),
«Tango pentatoniko» концертная пьеса для двух фортепиано (2009),
«Pentatango» для двух солистов и камерного оркестра (2015).
Вокальные:
«Бир, Ходаем, мина сабырлык» для вокального ансамбля, флейты, гобоя, фортепиано и ударных на стихи Ахтяма Фатхи (2007),
Романсы, песни
Музыка для кино:
Музыка к кинофильму «Нагима» (режиссёр Арво Ихо и Наргиз Нур). Фильм — участник официальной программы Международного фестиваля мусульманского кино «Золотой Минбар», 2008.